# Penelop und die zauberblaue Nacht
Penelop und die zauberblaue Nacht ist ein Roman der deutschen Autorin Valija Zinck. Illustriert wurde er von Annabelle von Sperber mit 41 Vignetten, die jedem Kapitel zu Beginn beigestellt sind. Er ist 2020 im Kinderbuchprogramm Fischer KJB des S. Fischer Verlags erschienen und setzt die Geschichte des 2017 erschienenen Romans Penelop und der funkenrote Zauber fort.
Das Kinder- und Jugendbuch enthält Elemente der Phantastik, indem die Protagonisten übernatürliche Fähigkeiten haben, unerklärliche Dinge geschehen, die Erzählung ansonsten aber einer realistischen Darstellung von Penelops Leben folgt, wie Schulbesuch, Hausaufgaben und Treffen mit ihren Freunden. Eingebettet in die Handlung werden auch Themen zu Geschlechtsidentität, Gleichberechtigung und Misogynie behandelt.
In Band 1 wird Penelop Gowinder als ein seltsames Mädchen mit rotem Haar und magischen Kräften beschrieben, die sie von ihrem Vater geerbt hat. Sie kann Gedanken lesen, mit der Straße sprechen und fliegen. Bis zu ihrem 11. Lebensjahr ist sie ohne Vater bei ihrer Mutter Lucia, die am Theater als Klarinettistin arbeitet, und Großmutter Erlinda in einem „kleinen, etwas zugigen Holzhaus am Ortsrand, gleich neben den Sumpfwäldern“, aufgewachsen. Erst kurz vor ihrem 11. Geburtstag wird sie ihrer Kräfte gewahr, nachdem ihre Mutter versäumt hatte, ihr Haar mit einer besonderen Aschepaste einzustreichen, die ihre Fähigkeiten beschränkt, sie aber auch vor der Wahrnehmung durch andere Zauberer schützt. Im Haus lebt auch die graue Katze Cucuu. Auch ihr Vater Leopold, von dem Penelop dachte, er sei tot, lebt wieder mit der Familie, nachdem Penelop ihn im August aus der Gefangenschaft böser Zauberer hatte befreien können. Die Handlung in Band 2 setzt ein gutes halbes Jahr danach im Frühling ein.

## Handlung
In Rückblicken wird beschrieben, wie Penelop gemeinsam Zeit mit ihrem Vater nach seiner Rückkehr verbringt, beim Fahrradfahren, zum Fußballtraining und mit Zaubern. Großmutter Erlinda ist mittlerweile ins Dorf gezogen, so dass Penelop mit ihren Eltern und der Katze allein im „Drachenhaus“ wohnt. Leopold erzählt seiner Familie von seiner Vergangenheit, als er mitansehen musste, wie sein verehrter Mentor Alpha Regius vor der Tür seiner Assistentin Frau Winkel von fünf anderen Zauberern ermordet wurde. Danach verbarg er sich und Penelop mit Hilfe der Aschepaste vor der Zauberwelt, um in Frieden mit seiner jungen Familie leben zu können. Er vermutet hinter dem Mord Angehörige des „Goldenen Kondors“, einer reaktionären, gewaltbereiten Zauberergruppe, denen sich sein Mentor entgegengestellt hatte.
Penelop plant mit ihrer Freundin Gina ihre Reise zum Zaubereicamp für einen zweiwöchigen Kurs. In der folgenden Zeit wird sie von verwirrenden Vorahnungen und ihr Vater von dunklen Erinnerungen und Schuldgefühlen, weil er seinen Mentor nicht retten konnte, geplagt, so dass er zeitweise die Aschepaste für sich benutzt, um die Erinnerungen zu dämpfen. Er bringt Penelop einen Erdzauber bei, mit dem sie ihn im Notfall vom Camp aus benachrichtigen kann. Als ein weiterer Brief vom Zaubereicamp eintrifft, der auf Grund einer plötzlichen Gesetzesänderung Mädchen die Teilnahme verbietet, beschließt Penelop nach der ersten Wut, mit Gina zusammen als Jungen getarnt doch noch teilzunehmen. Sie versichern sich der Hilfe ihrer Eltern und Ginas älterem Bruder Gian, der ebenfalls im Camp sein wird. Penelop erhält von ihren Klassenkameraden Tom und Pietsch neben Kleidung auch Unterricht in „jungentypischer“ Mimik und Gestik. Außerdem schneiden die Mädchen ihre langen Haare ab. Getarnt als Perry Waldmann und Gino treten sie die Zugreise zum Camp an. Sie lernen Juno kennen, der mit Gian schon früher im Camp war. Wegen einer Zugverspätung sind sie die letzten Ankömmlinge, neben dem sehr rundlichen vermeintlichen Mädchen Sanan, das von seiner Familie gebracht wird. Geführt von dem Bediensteten Mortenius erreichen sie nach einer langen Wanderung und einer Floßfahrt mit den anderen ca. 50 Teilnehmern das Camp. Es gibt nur drei Lehrer, da viele aus Protest gegen den Ausschluss von Mädchen nicht angereist sind: den alten Dr. Titus, Caleb Aegir und Albruna Mandras, außerdem drei etwas ältere Jugendliche, die als Helfer dabei sind: Gian, Juno und Jasper. Jeweils fünf Kinder bewohnen zusammen eine magische Kuppel, die dank der Erdmagie des Campgründers Alpha Regius unterirdische ebenfalls magische Bäder hat. Sanan darf nach anfänglicher Irritation durch die Lehrer im Camp bleiben, denn „es sei lediglich nicht für Mädchen“. Penelop, Gina, Sanan, der schmächtige Mo und der gutaussehende Thelonius Goldschenk, der Penelop durch seine abwertenden Bemerkungen über Mädchen immer unsympathischer wird, sind zusammen untergebracht. Am nächsten Tag beginnen die Kurse. Dr. Titus lehrt sie einen Schnellsprechzauber, der Objekte in ihrer Bewegung verlangsamen kann. Als er sich das Knie verstaucht, bleiben nur noch zwei Lehrer übrig. Albruna Mandras gibt Unterricht in Pflanzenmagie und schickt sie in Kleingruppen zum Kräutersammeln. Als sie sehen, wie Henry aus einer anderen Gruppe sich im Wald zum Pinkeln verstohlen hinhockt, wissen Mo und Penelop, dass auch Henry ein Mädchen ist. Caleb Aegir lehrt Bogenschießen.
Als Gina und Penelop sich am nächsten Tag im Wald verlaufen, stoßen sie auf eine behagliche Hütte, die von der alten Meera Winkel bewohnt wird, die früher ebenfalls im Camp unterrichtet hat und sich als die frühere Assistentin von Alpha Regius herausstellt. Penelop erinnert sich, die Frau in der Nähe ihrer Heimatstadt gesehen zu haben, als diese in den Himmel rief: „Der Maulwurf ruft den Falken. Ich bin es“. Falke war der Spitzname ihres Vaters. In der Früh schleicht sich Penelop zurück zur leeren Waldhütte. Durch ein mit Sand gefülltes Loch „sickert“ sie plötzlich in den Boden und stellt fest, dass sie unter der Erde reisen kann. Als sie zwischendurch in der nahegelegenen Stadt auftaucht, hört sie unbemerkt ein besorgtes Gespräch zwischen Mortenius und Caleb Aegir, dass die Anhänger des Goldenen Kondor wieder aktiv würden. Zurück an der Waldhütte offenbart Frau Winkel, dass sie selbst Alpha Regius sei. In ihrer Jugend waren Mädchen nicht zum Unterricht in Zauberei zugelassen, so dass sie durch einen Zauber verwandelt als Junge lebte. Später tilgte sie das Unterrichtsverbot für Mädchen auf magische Weise aus allen Gesetzestexten. Mit ihrer zunehmenden Schwäche verlor der Bann seine Wirkung. Am späten Abend will Penelop zurückfliegen, als sie auf dem Fluss Flöße mit Anhängern des Goldenen Kondor entdeckt, die mit etwa 30 Leuten auf dem Weg zum Camp sind. Geschockt wendet sie den Erdzauber an, der ihren Vater zur Hilfe ruft, und warnt alle Personen im Camp. Penelop erklärt Frau Mandras, dass nicht alle Jungen sind. Um zu wissen, wie viele Mädchen vor dem Kondor zu beschützen sind, bittet sie alle Mädchen, sich auf eine Seite zu stellen. Etwa 25 finden sich zusammen, unter ihnen Penelop, Gina, Henry und Thelonius, nur Sanan bleibt in der Mitte zwischen beiden Gruppen unschlüssig stehen. Frau Mandras lässt das Camp räumen, damit es verlassen aussieht, versteckt aber alle Kinder in einer zentralen magischen Kuppel, in der sie von den Kondor-Anhängern nicht aufgespürt werden können, um dort auf das Eintreffen von Mortenius, Caleb Aegir und Penelops Vater zu warten. Aus dem Wunsch zu helfen, schleichen sich Jasper, Gian, Juno und Penelop aus dem Camp. Unterstützt durch die Kraft der anderen, wirkt Jasper eine Schutzkuppel um das Camp. Als die Männer vom Goldenen Kondor auftauchen, versuchen die vier, sich im nahen Wald zu verstecken, werden aber von den Zaubersprüchen ihrer Verfolger behindert. Erst das Auftauchen von Gina, Mo und Sanan, die Verlangsamungszauber gegen die Männer einsetzen, ermöglicht ihre weitere Flucht. Schließlich werden die Kinder umzingelt, aber von dem nun eintreffenden Leopold Gowinder gerettet. Als alle Kondor-Anhänger unschädlich gemacht sind, offenbart Meera Winkel ihm ihre wahre Identität. Bei dem Überfall auf Alpha Regius täuschte dieser die Angreifer mit einem dreitägigen Todesschlafzauber, um endlich wieder nach Jahren ohne den anstrengenden Verwandlungszauber in ihrer wahren Gestalt als Frau Winkel im Camp zu unterrichten. Zurück im Camp finden sich alle erleichtert und erschöpft von der Nacht zum Essen zusammen. Penelop verabredet glücklich künftige Besuche mit Jasper, Juno, Sanan und Mo.

## Rezeption
Der Fischer-Verlag ordnet Penelop und die zauberblaue Nacht als Kinder- und Fantasy-Buch für Mädchen und Jungen ab 10 Jahre ein und lobt neben der schönen Sprache die blühende Phantasie und originellen Einfälle der Autorin.
Karin Steinfeld-Bartelt vom Borromäusverein urteilt: „Ein Mädchenbuch, welches der Kraft, dem Einfühlungsvermögen und der Durchsetzungsfähigkeit des weiblichen Geschlechtes einen magischen Rahmen verleiht.“ Auch in diesem 2. Band könne die Heldin überzeugen.
Das Buch ist ebenso wie Band 1 der Penelop-Reihe bei Antolin gelistet.

## Ausgaben
- Penelop und die zauberblaue Nacht. Illustrationen von Annabelle von Sperber, Fischer KJB, Frankfurt am Main 2020, Gebundene Ausgabe, ISBN 978-3-7373-4223-0
- Penelop und die zauberblaue Nacht. Gesprochen von Sascha Icks, Argon Sauerländer Audio, Berlin 2020, Hörbuch, ISBN 978-3-7324-4238-6